# Sicherman-Würfel
Sicherman-Würfel (nach dem Erfinder George Sicherman) sind ein Paar von Spielwürfeln, die so beschriftet sind, dass jede mit diesem Paar gewürfelte Summe genauso häufig wie bei einem Paar gewöhnlicher Spielwürfel auftritt. Statt mit den Zahlen 1 bis 6 ist einer der Würfel mit 1, 2, 2, 3, 3, 4, der andere mit 1, 3, 4, 5, 6, 8 beschriftet.
Unter der Nebenbedingung, dass nur positive ganze Zahlen zugelassen sind, lässt sich nachweisen, dass diese Eigenschaft keine weitere Beschriftung von Würfeln erfüllt. Die Sicherman-Würfel wurden von Martin Gardner 1978 bekannt gemacht.

## Nachweis der gleichen Häufigkeit
Betrachtet man die 36 möglichen und gleichwahrscheinlichen Fälle des Würfelns mit zwei Würfeln, lässt sich leicht abzählen, dass alle Augensummen von 2 bis 12 gleich oft auftreten:
| + | 1 | 2  | 2  | 3  | 3  | 4  |
| - | - | -- | -- | -- | -- | -- |
| 1 | 2 | 3  | 3  | 4  | 4  | 5  |
| 3 | 4 | 5  | 5  | 6  | 6  | 7  |
| 4 | 5 | 6  | 6  | 7  | 7  | 8  |
| 5 | 6 | 7  | 7  | 8  | 8  | 9  |
| 6 | 7 | 8  | 8  | 9  | 9  | 10 |
| 8 | 9 | 10 | 10 | 11 | 11 | 12 |

| + | 1 | 2 | 3 | 4  | 5  | 6  |
| - | - | - | - | -- | -- | -- |
| 1 | 2 | 3 | 4 | 5  | 6  | 7  |
| 2 | 3 | 4 | 5 | 6  | 7  | 8  |
| 3 | 4 | 5 | 6 | 7  | 8  | 9  |
| 4 | 5 | 6 | 7 | 8  | 9  | 10 |
| 5 | 6 | 7 | 8 | 9  | 10 | 11 |
| 6 | 7 | 8 | 9 | 10 | 11 | 12 |

Man kann also in einem Spiel mit zwei gewöhnlichen Würfeln, in dem nur die Summe der gewürfelten Zahlen verwendet wird, ohne Änderung der Wahrscheinlichkeitsverteilung auch Sicherman-Würfel verwenden. Ein Pasch tritt mit Sichermann-Würfeln jedoch seltener auf.

## Nachweis der Einzigartigkeit
Ein Beweis dafür, dass keine weitere Beschriftung diese Eigenschaft hat, kann mit Hilfe der erzeugenden Funktion {\displaystyle x\mapsto (x+x^{2}+x^{3}+x^{4}+x^{5}+x^{6})^{2}} und der eindeutigen Primfaktorzerlegung {\displaystyle x+x^{2}+x^{3}+x^{4}+x^{5}+x^{6}=x(1+x)(1+x+x^{2})(1-x+x^{2})} in {\displaystyle x} und Kreisteilungspolynome erbracht werden. Auch bei drei oder mehr Würfeln erhält man alle Lösungen, indem man ein oder mehrere Paare gewöhnlicher Würfel durch Sicherman-Würfel ersetzt. Wenn nicht nur positive ganze Zahlen zugelassen sind, erhält man alle Lösungen durch Subtraktion einer beliebigen Zahl {\displaystyle z} bei allen Seiten des einen Würfels und Addition derselben Zahl {\displaystyle z} bei allen Seiten des anderen Würfels eines Paars üblicher Spielwürfel oder der Sicherman-Würfel.